# Cộng hòa Xã hội chủ nghĩa Xô viết Ukraina
Cộng hòa Xã hội chủ nghĩa Xô viết Ukraina (tiếng Ukraina: Українська Радянська Соціалістична Республіка, Ukrainska Radianska Sotsialistychna Respublika УРСР; tiếng Nga: Украинская Советская Социалистическая Республика УССР), viết tắt là CHXHCNXV Ukraina và còn gọi là Ukraina Xô viết, là một trong các nước cộng hòa cấu thành của Liên bang Xô viết từ năm 1922 đến 1991. trong quốc ca CHXHCNXV Ukraina, nước cộng hòa chỉ được gọi là Ukraina. Theo mô hình một đảng của Liên Xô, CHXHCNXV Ukraina do Đảng Cộng sản Liên Xô cầm quyền, thông qua chi nhánh là Đảng Cộng sản Ukraina.
Các phiên bản đầu tiên của CHXHCNXV Ukraina được thành lập trong Cách mạng Nga, đặc biệt là sau Cách mạng Bolshevik. Trong Chiến tranh Ukraina–Xô viết, quân đội Bolshevik đánh bại Cộng hòa Nhân dân Ukraina, và Bolshevik thành lập Cộng hòa Nhân dân Xô viết Ukraina do nước Nga Xô viết cai quản vào tháng 12 năm 1917. Năm 1922, Ukraina Xô viết là một trong bốn nước cộng hòa Xô viết ký kết hiệp định về việc thành lập Liên Xô. CHXHCNXV Ukraina trở thành một thành viên sáng lập của Liên Hiệp Quốc vào năm 1945. Khi Liên Xô tan rã năm 1991, CHXHCNXV Ukraina trở thành nhà nước Ukraina độc lập, nhưng hiến pháp Xô viết được sửa đổi vẫn có hiệu lực đến năm 1996.
Biên giới của nước cộng hòa đã thay đổi nhiều lần, phần lớn Tây Ukraina ngày nay được giành lấy theo Hiệp ước Molotov–Ribbentrop của Xô-Đức, khi sáp nhập Đông Galicia và Volyn vào năm 1939, một phần đáng kể từ Romania vào năm 1940, và sáp nhập lãnh thổ Ruthenia Karpat từ Tiệp Khắc vào năm 1945. Từ khi thành lập Ukraina Xô viết năm 1919 cho đến năm 1934, thành phố Kharkov là thủ đô; tuy nhiên, trụ sở chính phủ của nước cộng hòa sau đó được chuyển đến thành phố Kiev vào năm 1934, và ở lại Kiev trong phần thời gian còn lại.
Về mặt địa lý, CHXHCNXV Ukraina nằm tại Đông Âu, phía bắc biển Đen, và giáp với các nước cộng hòa Xô viết Moldavia (từ năm 1940), Byelorussia và Nga, và các quốc gia Romania, Hungary, Tiệp Khắc và Ba Lan. Biên giới của nước cộng hòa với Tiệp Khắc hình thành điểm biên giới cực tây của Liên Xô. Theo điều tra nhân khẩu năm 1989 của Liên Xô, Ukraina có dân số 51.706.746 (đứng thứ hai sau Nga), con số này giảm mạnh sau khi Liên Xô tan rã năm 1991 do tỷ lệ di cư cao, ô nhiễm môi trường do thảm họa Chernobyl năm 1986 và chứng nghiện rượu ở nam giới.

## Tên gọi
Tên gọi ban đầu vào năm 1919 là Cộng hòa Xô viết Xã hội chủ nghĩa Ukraina (tiếng Ukraina: Українська Соціалістична Радянська Республіка, đã Latinh hoá: Ukrainska Sotsialistychna Radianska Respublika, viết tắt УСРР, USRR). Sau khi phê chuẩn Hiến pháp Xô viết 1936, tên gọi của toàn bộ các nước cộng hòa Xô viết  được thay đổi, hoán vị từ xã hội chủ nghĩa và từ xô viết. Theo đó, vào ngày 5 tháng 12 năm 1936, Đại hội Xô viết bất thường lần thứ 8 tại Liên Xô đã đổi tên nước cộng hòa thành Cộng hòa Xã hội chủ nghĩa Xô viết Ukraina, được Đại hội Xô viết bất thường lần thứ 14 tại Ukraina phê chuẩn vào ngày 31 tháng 1 năm 1937.
Tên gọi Ukraina là một chủ đề gây tranh cãi. Nó thường được coi là bắt nguồn từ từ "okraina" trong tiếng Slav, có nghĩa là "vùng đất biên giới". Nó lần đầu tiên được sử dụng để xác định một phần lãnh thổ của Kiev Rus' (Ruthenia) vào thế kỷ 12, lúc đó Kiev là thủ đô của Rus'. Tên này đã được sử dụng theo nhiều cách khác nhau kể từ thế kỷ thứ mười hai. Ví dụ, người Cossack Zaporozhia gọi quốc gia hetman của họ là "Ukraina". Trong Thịnh vượng chung Ba Lan-Litva, cái tên này mang địa vị không chính thức cho phần lớn tỉnh Kiev.

## Lịch sử

### Thành lập: 1917–1922
Sau Cách mạng Nga năm 1917 , một số phe phái đã tìm cách thành lập một quốc gia Ukraina độc lập, luân phiên hợp tác và đấu tranh chống lại nhau. Nhiều phe phái ít nhiều theo định hướng xã hội chủ nghĩa đã tham gia vào việc thành lập Cộng hòa Nhân dân Ukraina, trong số đó có những người Bolshevik, Menshevik, những người theo chủ nghĩa Xã hội-Cách mạng. Phe phái được ủng hộ nhất ban đầu là Đảng Cách mạng-Xã hội chủ nghĩa tại địa phương, bao gồm chính quyền địa phương cùng với những người ủng hộ mô hình Liên bang và người Menshevik.
Ngay sau Cách mạng Tháng Mười tại Petrograd, những người Bolshevik đã xúi giục Khởi nghĩa Bolshevik Kiev để ủng hộ cuộc cách mạng và chiếm lĩnh Kiev. Tuy nhiên, do thiếu sự ủng hộ đầy đủ từ người dân địa phương còn Rada Trung ương cầm quyền thì chống cộng, nên nhóm Bolshevik tại Kiev đã chia rẽ. Hầu hết họ chuyển đến Kharkov và nhận được sự ủng hộ của các thành phố và trung tâm công nghiệp phía đông Ukraina. Sau đó, động thái này bị Bộ Dân ủy Nhân dân coi là một sai lầm, họ đưa ra tối hậu thư cho Rada Trung ương vào ngày 17 tháng 12 để công nhận chính phủ Xô viết. Những người Bolshevik đã triệu tập một đại hội riêng và tuyên bố thành lập Cộng hòa Xô viết Ukraina đầu tiên vào ngày 24 tháng 12 năm 1917, tuyên bố rằng Rada Trung ương và những kẻ ủng hộ họ là những kẻ ngoài vòng pháp luật cần phải bị tiêu diệt.
Chiến tranh Ukraina-Xô viết xảy ra sau đó, và do sự hỗ trợ trực tiếp từ nước Nga Xô viết, các lực lượng dân tộc Ukraina bị áp đảo trên thực tế. Chính phủ Cộng hòa Nhân dân Ukraina cầu viện các nhà tư bản nước ngoài, tìm kiếm sự ủng hộ khi đối mặt với Liên minh Trung tâm trong khi các cường quốc khác từ chối công nhận họ. Sau Hiệp định Brest-Litovsk, nước Nga Xô viết nhường lại toàn bộ lãnh thổ Ukraina đã chiếm được, những người Bolshevik bị buộc phải rời khỏi Ukraina. Chính phủ Ukraina Xô viết bị giải tán sau phiên họp cuối cùng vào ngày 20 tháng 11 năm 1918.
Sau khi chiếm lại Kharkov vào tháng 2 năm 1919, chính phủ Ukraina Xô viết thứ hai được thành lập. Chính phủ thực thi các chính sách của Nga mà không tuân theo nhu cầu địa phương. Một nhóm ba nghìn công nhân được cử đến từ Nga để lấy ngũ cốc từ các trang trại địa phương để cung cấp cho các thành phố của Nga và vấp phải sự kháng cự. Ngôn ngữ Ukraina cũng bị kiểm duyệt khỏi việc sử dụng trong hành chính và giáo dục. Cuối cùng do phải chiến đấu với cả lực lượng Bạch vệ ở phía đông và lực lượng Ukraina ở phía tây, Lenin đã ra lệnh thanh lý chính phủ Ukraina Xô viết thứ hai vào tháng 8 năm 1919.
Cuối cùng, sau khi Đảng Cộng sản (Bolshevik) Ukraina được thành lập tại Moskva, chính phủ Ukraina Xô viết thứ ba được thành lập vào ngày 21 tháng 12 năm 1919, bắt đầu các hành động thù địch mới chống lại những người theo chủ nghĩa dân tộc Ukraina, trong khi thế lực này bị mất đi sự hỗ trợ quân sự từ Liên minh Trung tâm đã chiến bại. Cuối cùng, Hồng quân đã kiểm soát phần lớn lãnh thổ Ukraina sau Hòa ước Riga giữa Ba Lan-Liên Xô. Vào ngày 30 tháng 12 năm 1922, cùng với các nước cộng hòa Nga, Byelorussia và Ngoại Kavkaz, Ukraina Xô viết trở thành một trong những thành viên sáng lập của Liên bang Cộng hòa xã hội chủ nghĩa Xô viết (Liên Xô).

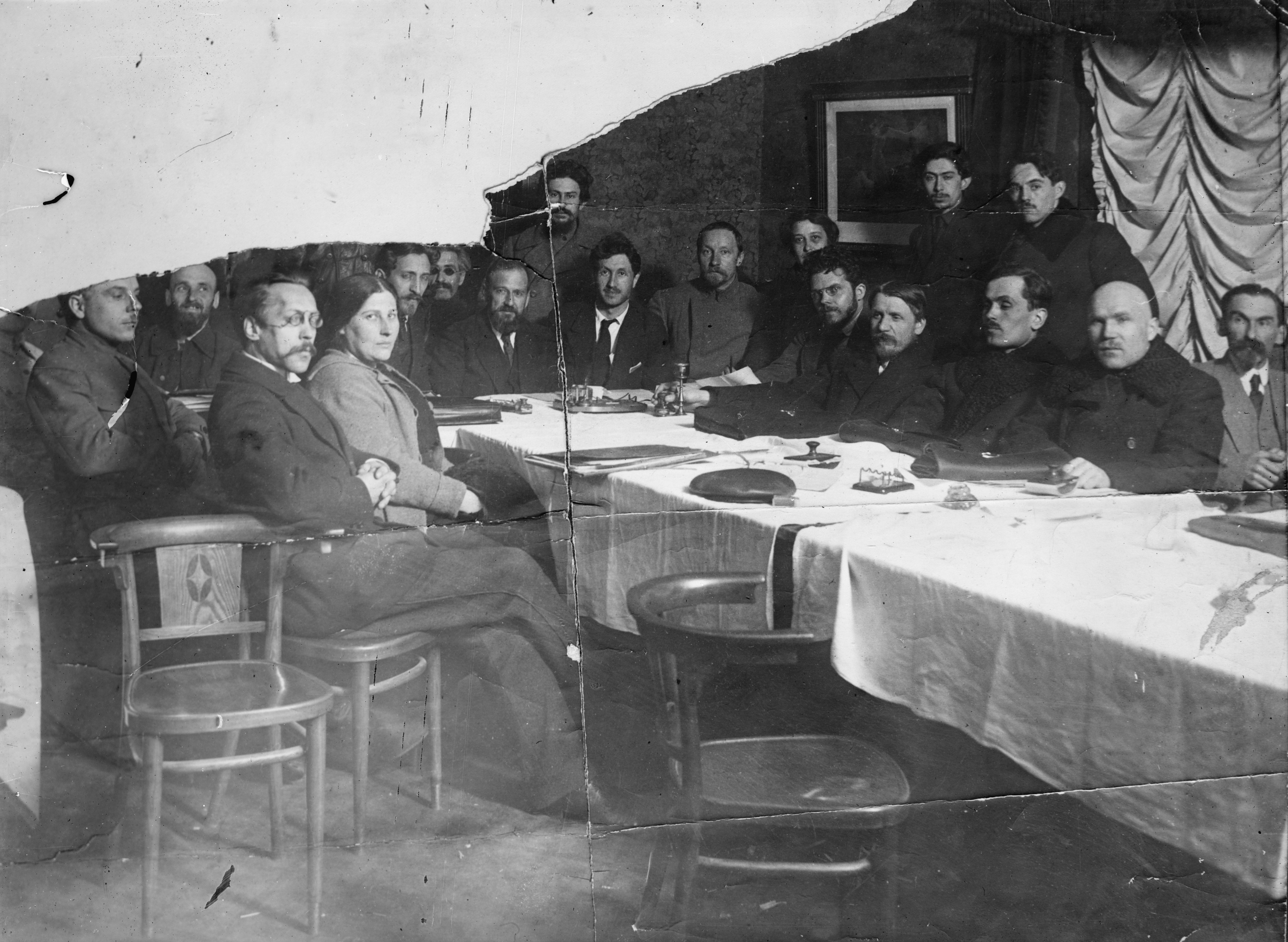
Các ủy viên nhân dân Bolshevik tại Ukraina (1919).
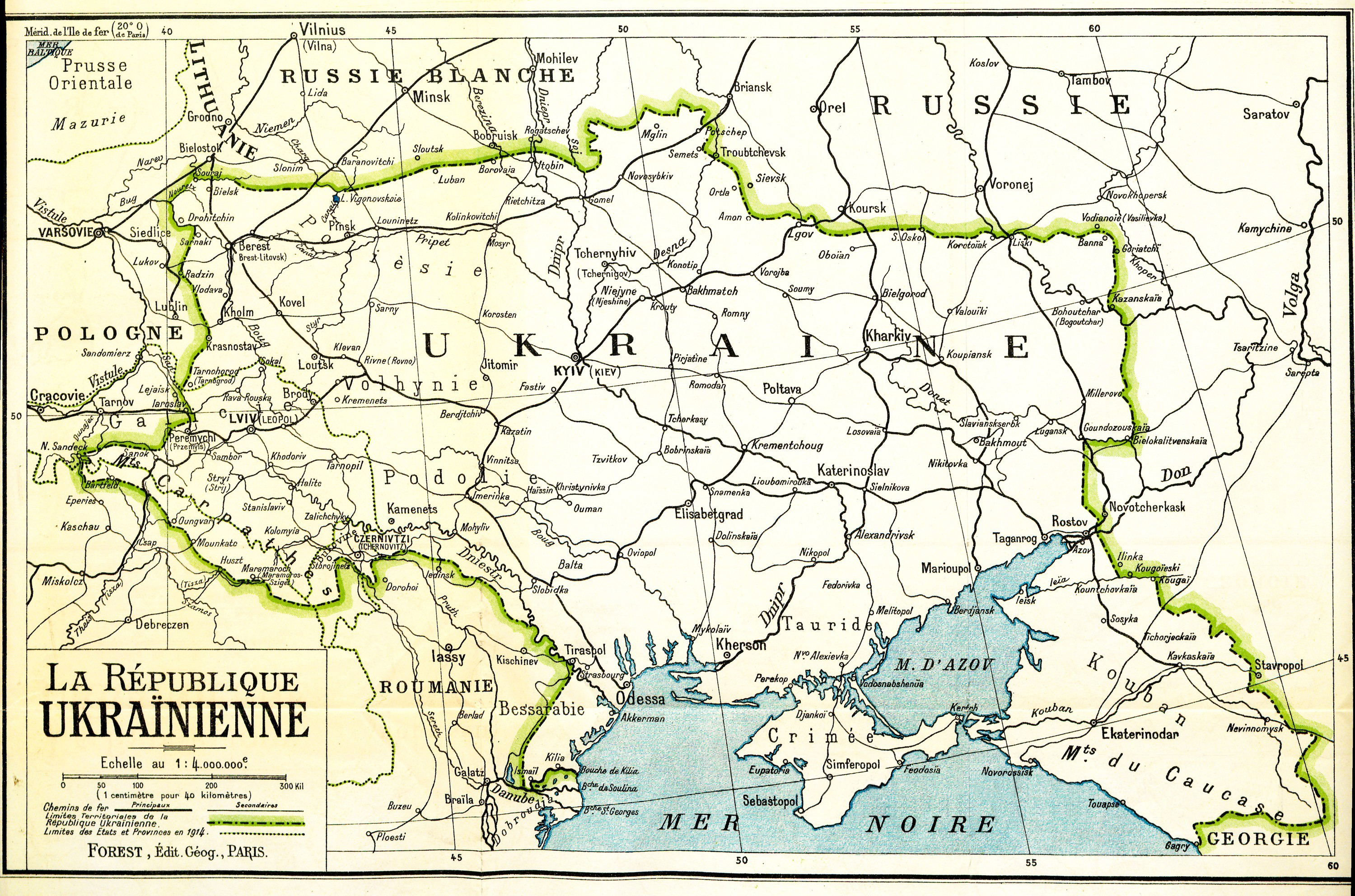
Lãnh thổ do Cộng hòa Nhân dân Ukraina yêu sách (1917–1920).
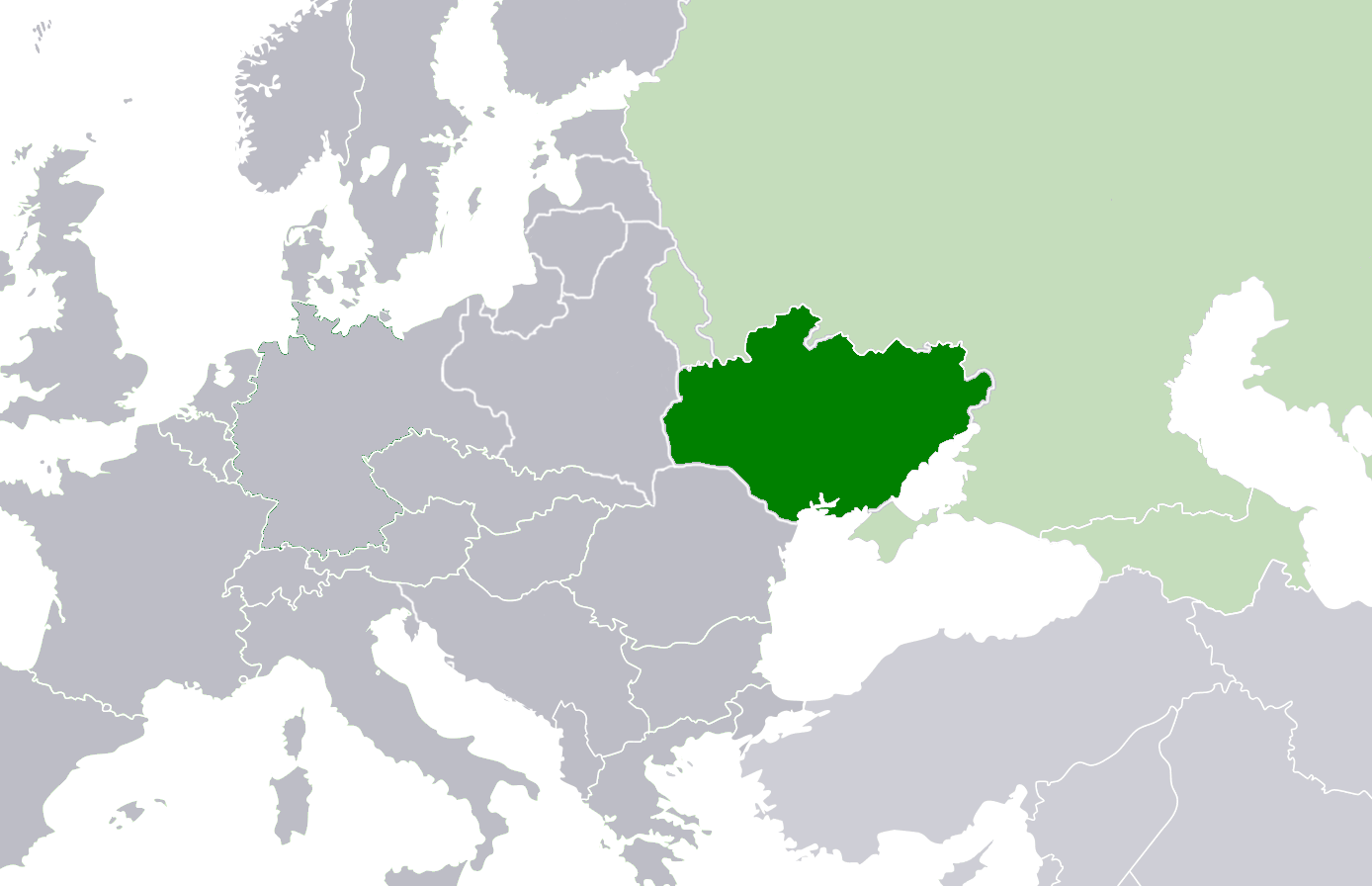
Biên giới Ukraina Xô viết (1922).

### Giữa hai thế chiến 1922–1939
Trong thập niên 1920, tại Ukraina Xô viết một chính sách được gọi là Ukraina hóa đã được tiến hành, là một phần của chính sách chung korenizatsiya (bản địa hóa) của Liên Xô; điều này liên quan đến việc thúc đẩy việc sử dụng và địa vị xã hội của tiếng Ukraina và nâng người dân tộc Ukraina lên các vị trí lãnh đạo.
Năm 1932, các chính sách nông nghiệp hung hăng của chế độ Joseph Stalin đã dẫn đến một trong những thảm họa quốc gia lớn nhất trong lịch sử hiện đại Ukraina. Một nạn đói được gọi là Holodomor đã gây ra thiệt hại trực tiếp về nhân mạng ước tính từ 2,6 triệu đến 10 triệu. Ủy ban Điều tra Quốc tế về Nạn đói 1932–1933 tại Ukraina kết luận vào năm 1990 rằng nạn đói là do sự kết hợp của nhiều yếu tố gây ra, bao gồm các chính sách của Liên Xô về trưng thu ngũ cốc bắt buộc, tập thể hóa bắt buộc, phi kulak hóa và Nga hóa. Đại hội đồng Liên Hợp Quốc gọi đây là một "thảm kịch lớn" như một sự thỏa hiệp giữa các lập trường căng thẳng, trong khi một số quốc gia chấp nhận đây là diệt chủng, bao gồm cả Pháp, Đức và Hoa Kỳ

### Thế chiến II: 1939–1945 và hậu quả

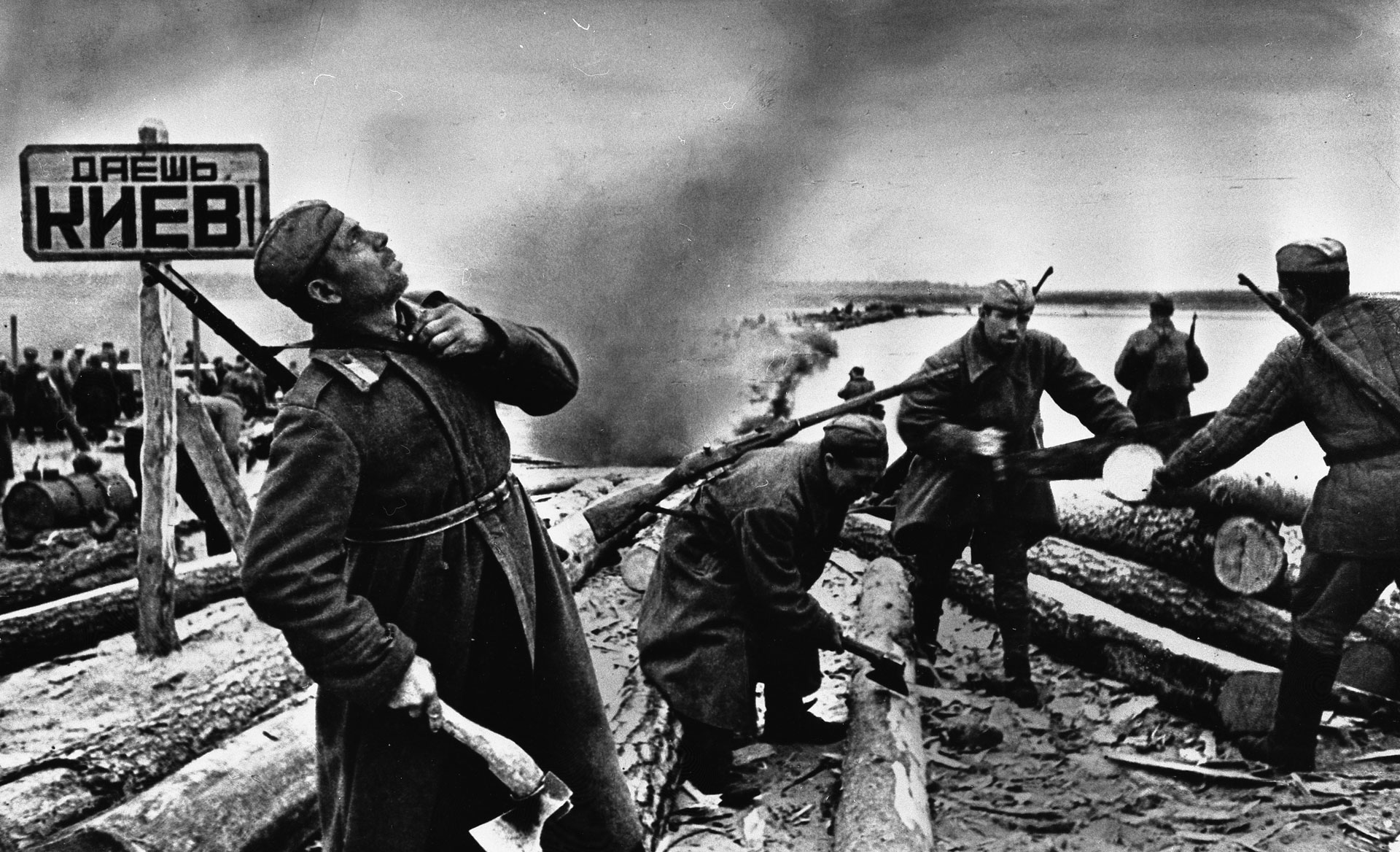
Những người lính Liên Xô chuẩn bị bè để vượt sông Dnepr trong Trận chiến Dnepr (1943). Tấm biển bằng tiếng Nga có nội dung: "Hãy đến Kiev!"

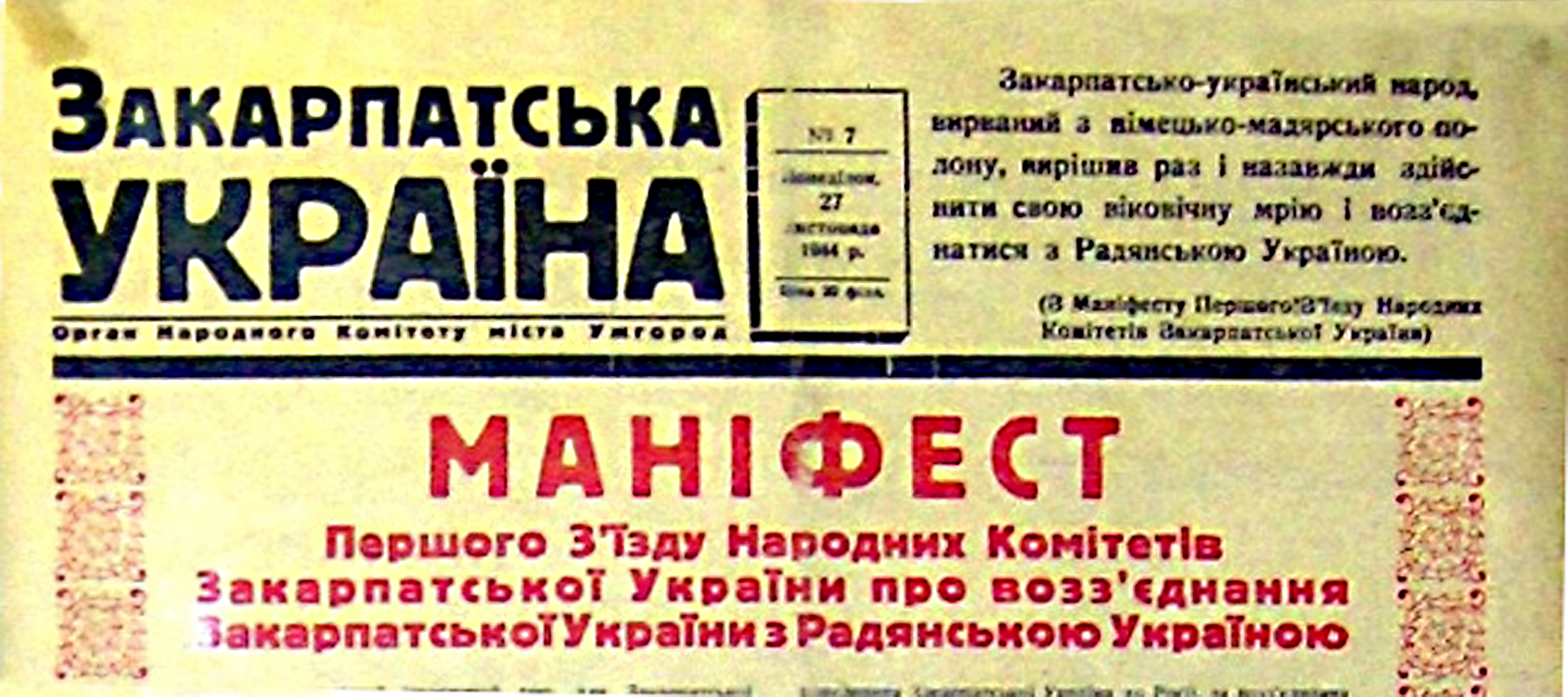
Trang nhất của báo Zakarpattia Ukraina (1944) với tuyên ngôn thống nhất với Ukraina Xô viết

Sau khi Liên Xô rút lui về phía đông vào năm 1941, Ufa trở thành trụ sở thời chiến của chính phủ Ukraina Xô viết. Quân Đức đã bị đánh đuổi khỏi Ukraina trong khoảng thời gian từ tháng 2 năm 1943 đến tháng 10 năm 1944. Trong Chiến tranh, Liên Xô đã mất khoảng 8,6 triệu binh sĩ và khoảng 18 triệu dân thường, trong số này có 6,8 triệu dân thường và quân nhân Ukraina. Ngoài ra, ước tính có khoảng 3,9 triệu người Ukraina đã được sơ tán đến Nga trong chiến tranh, và 2,2 triệu người Ukraina đã bị Đức đưa đến các trại lao động cưỡng bức.
Nhiệm vụ đầu tiên của chính quyền Liên Xô là thiết lập lại quyền kiểm soát chính trị đối với một nước cộng hòa đã bị mất hoàn toàn trong chiến tranh. Đây là một nhiệm vụ to lớn, xét đến những thiệt hại về người và vật chất trên diện rộng. Sự tàn phá vật chất là rất lớn; Lệnh của Adolf Hitler để tạo ra "một khu vực hủy diệt" vào năm 1943, cùng với chính sách tiêu thổ của quân đội Liên Xô vào năm 1941, có nghĩa là Ukraina nằm trong đống đổ nát. Hai chính sách này đã dẫn đến sự tàn phá của hơn 28.000 ngôi làng và 714 thành phố và thị trấn. 85% trung tâm thành phố Kiev đã bị phá hủy, cũng như 70% trung tâm thành phố Kharkov. Vì điều này, 19 triệu người đã bị mất nhà cửa sau chiến tranh. Cơ sở công nghiệp của nước cộng hòa đã bị phá hủy, cũng như nhiều thứ khác. Chính phủ Liên Xô đã cố gắng sơ tán 544 doanh nghiệp công nghiệp từ tháng 7 đến tháng 11 năm 1941, nhưng cuộc tiến công nhanh chóng của quân Đức đã dẫn đến việc 16.150 doanh nghiệp bị phá hủy hoặc phá hủy một phần. 27.910 trang trại tập thể, 1.300 trạm máy kéo và 872 trang trại nhà nước đã bị quân Đức phá hủy.

Đường Curzon đã mở rộng lãnh thổ của Cộng hòa Xã hội chủ nghĩa Xô viết Ukraina bao gồm cả miền Tây Ukraina, trước đây do Ba Lan kiểm soát.

Mặc dù chiến tranh mang đến cho Ukraina sự tàn phá to lớn về vật chất, chiến thắng cũng dẫn đến việc mở rộng lãnh thổ. Với tư cách là người chiến thắng, Liên Xô đã giành được uy tín mới và nhiều đất đai hơn. Biên giới Ukraina được mở rộng đến Đường Curzon, bao gồm miền Tây Ukraina trước đó do Ba Lan kiểm soát. Ukraina cũng được mở rộng về phía nam, gần khu vực Izmail, trước đây là một phần của Romania. Một thỏa thuận đã được ký kết giữa Liên Xô và Tiệp Khắc, theo đó Ruthenia Karpat được giao lại cho Ukraina. Lãnh thổ Ukraina mở rộng thêm 167.000 km² và dân số tăng thêm khoảng 11 triệu người.
Sau Thế chiến II, những sửa đổi hiến pháp của CHXHCNXV Ukraina đã được thông qua, cho phép nước cộng hòa này hoạt động như một chủ thể riêng biệt của luật pháp quốc tế trong một số trường hợp và ở một mức độ nhất định, đồng thời vẫn là một phần của Liên Xô. Đặc biệt, những sửa đổi này cho phép CHXHCNXV Ukraina trở thành một trong những thành viên sáng lập của Liên Hiệp Quốc cùng với Liên Xô và CHXHCNXV Byelorussia. Đây là một phần của thỏa thuận với Hoa Kỳ nhằm đảm bảo mức độ cân bằng trong Đại hội đồng, do Liên Xô cho rằng không cân bằng theo hướng có lợi cho Khối phương Tây. Với tư cách là thành viên của Liên Hợp Quốc, CHXHCNXV Ukraina là thành viên được bầu của Hội đồng Bảo an Liên hợp quốc vào các năm 1948–1949 và 1984–1985.

### Khrushchev và Brezhnev: 1953–1985

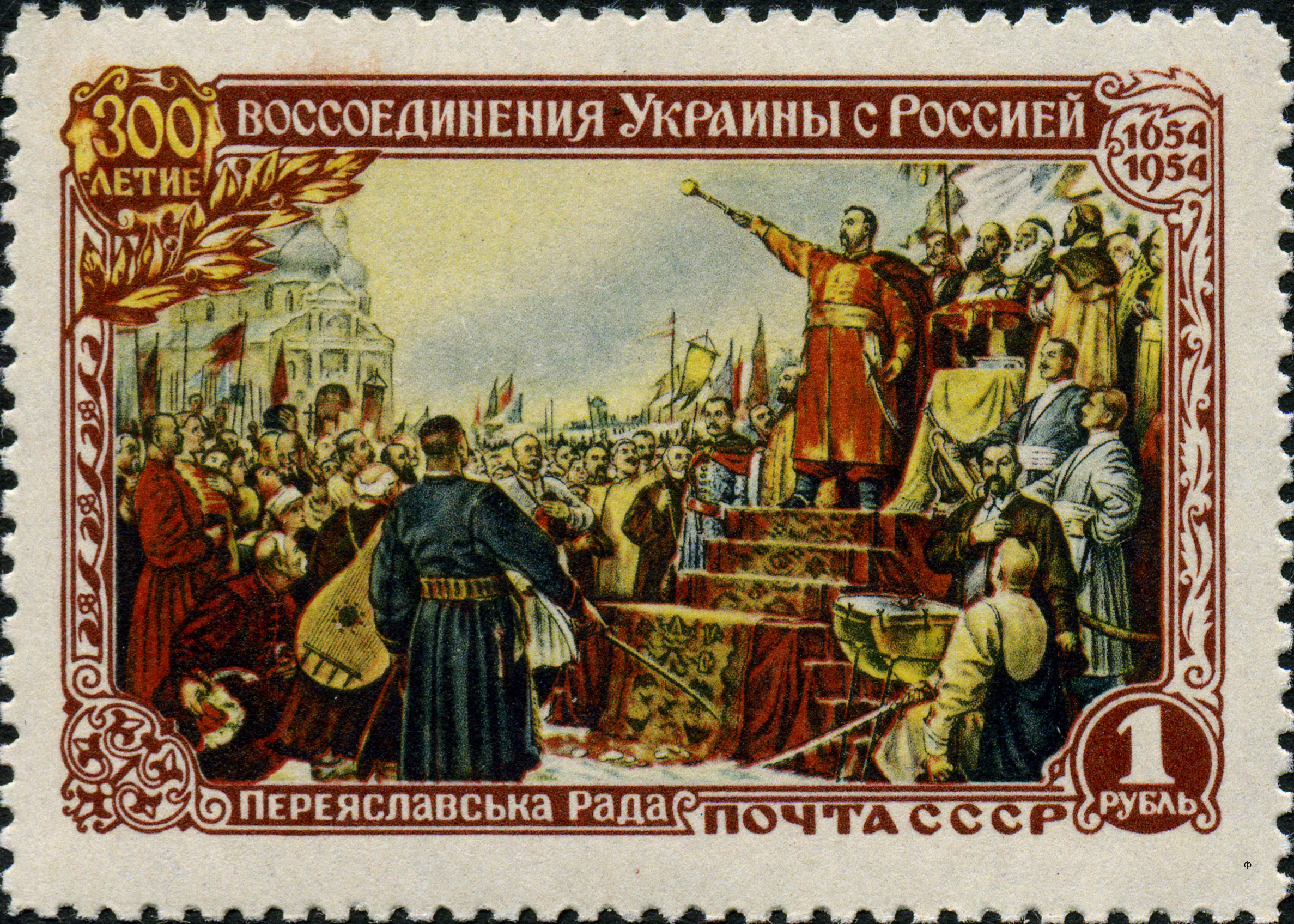
Tem bưu chính tuyên truyền của Liên Xô, 1954, để vinh danh kỷ niệm 300 năm ngày Ukraina tái thống nhất với Nga (tên của Liên Xô gọi Thỏa thuận Pereiaslav).

Khi Stalin qua đời vào ngày 5 tháng 3 năm 1953, hình thành tập thể lãnh đạo do Khrushchev nắm quyền và một thời kỳ phi Stalin hóa bắt đầu. Sự thay đổi diễn ra ngay từ năm 1953, khi các quan chức được phép chỉ trích chính sách Nga hóa của Stalin. Ủy ban Trung ương Đảng Cộng sản Ukraina công khai chỉ trích các chính sách Nga hóa của Stalin trong một cuộc họp vào tháng 6 năm 1953. Ngày 4 tháng 6 năm 1953, Aleksey Kirichenko kế nhiệm Leonid Melnikov với tư cách là Bí thư thứ nhất của ĐCS Ukraina; điều này rất quan trọng vì Kirichenko là người dân tộc Ukraina đầu tiên lãnh đạo ĐCS Ukraina kể từ thập niên 1920. Chính sách phi Stalin hóa có hai đặc điểm chính là tập trung hóa và phân quyền từ trung ương. Vào tháng 2 năm 1954, Cộng hòa Xã hội Chủ nghĩa Xô viết Liên bang Nga chuyển giao Krym cho Ukraina trong lễ kỷ niệm 300 năm ngày Ukraina thống nhất với Nga (tên gọi của Liên Xô cho Thỏa thuận Pereiaslav). Các lễ hội lớn kéo dài suốt năm 1954, kỷ niệm hiệp ước đưa Ukraina dưới quyền cai trị của Nga ba thế kỷ trước. Sự kiện này được tổ chức để chứng minh tình anh em lâu đời giữa người Ukraina và người Nga, đồng thời chứng minh Liên Xô là một "gia đình của các dân tộc"; đó cũng là một cách khác để hợp pháp hóa chủ nghĩa Marx-Lenin.
"Sự tan băng" là chính sách tự do hóa có chủ ý, được đặc trưng bởi bốn điểm, bao gồm ân xá tù nhân chính trị; thành lập phái đoàn đầu tiên của Ukraina tại Liên Hiệp Quốc vào năm 1958; và gia tăng ổn định của số người dân tộc Ukraina trong hàng ngũ của Đảng Cộng sản Ukraina và chính phủ của CHXHCNXV Ukraina. Không chỉ phần lớn các thành viên Ủy ban Trung ương Đảng và Bộ Chính trị Đảng Cộng sản Ukraina là người dân tộc Ukraina, mà 3/4 các quan chức cấp cao nhất của đảng và nhà nước cũng là người dân tộc Ukraina. Chính sách Ukraina hóa một phần cũng dẫn đến sự tan băng văn hóa bên trong Ukraina.

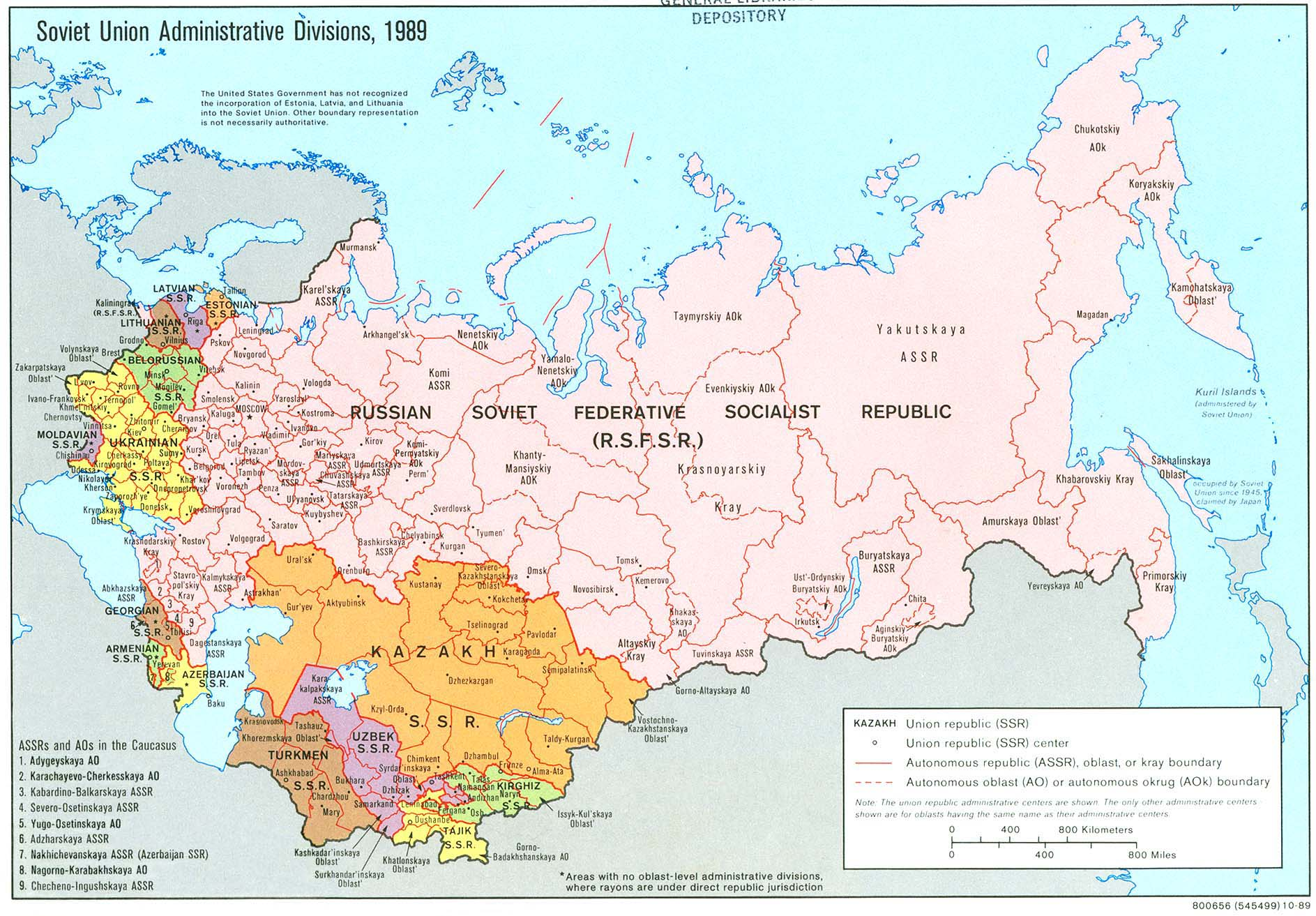
Vị trí của CHXHCNXV Ukraina (màu vàng) trong Liên Xô năm 1954–1991

Vào tháng 10 năm 1964, Khrushchev bị phế truất và được kế nhiệm bởi một ban lãnh đạo tập thể khác, lần này do Leonid Brezhnev sinh ra ở Ukraina làm Bí thư thứ nhất, và Alexei Kosygin làm Chủ tịch Hội đồng Bộ trưởng. Sự cai trị của Brezhnev có dấu ấn là tình trạng trì trệ về kinh tế và xã hội, một thời kỳ thường được gọi là Kỷ nguyên trì trệ. Chế độ mới đưa ra chính sách chính sách hợp nhất các dân tộc Liên Xô khác nhau thành một dân tộc Xô viết bằng cách hợp nhất các yếu tố tốt nhất của mỗi dân tộc vào một dân tộc mới. Trên thực tế, chính sách này là áp dụng lại chính sách Nga hóa. Thay vì giới thiệu khái niệm tư tưởng về dân tộc Xô viết, Brezhnev tại Đại hội Đảng lần thứ 24 đã nói về "một cộng đồng lịch sử mới của nhân dân - nhân dân Liên Xô",, và mở đầu vay mượn tư tưởng của chủ nghĩa xã hội phát triển, là thứ trì hoãn chủ nghĩa cộng sản.

### Gorbachev và giải thể: 1985–1991

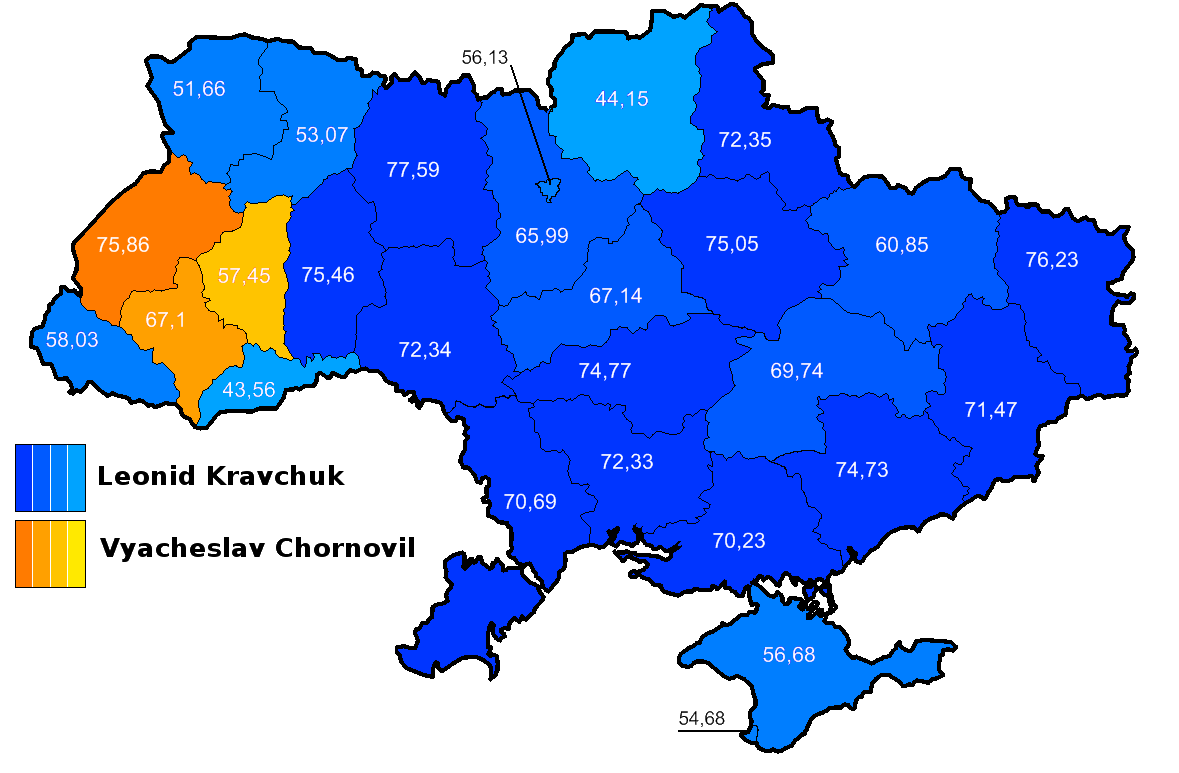
Bầu cử tổng thống Ukraina năm 1991, quyền tổng thống Leonid Kravchuk giành được hơn 60% số phiếu.

Volodymyr Shcherbytsky là một người cộng sản bảo thủ do Brezhnev bổ nhiệm và là Bí thư thứ nhất của Đảng Cộng sản Ukraina từ 1972 đến 1989, do đó các chính sách perestroika và glasnost của Gorbachev đã không đến được Ukraina sớm như các nước cộng hòa Xô viết khác. Thảm họa Chernobyl năm 1986, các chính sách Nga hóa, và sự trì trệ rõ ràng về kinh tế và xã hội đã khiến một số người Ukraina phản đối sự cai trị của Liên Xô. Chính sách perestroika của Gorbachev cũng chưa bao giờ được đưa vào thực tế, 95% công nghiệp và nông nghiệp vẫn thuộc sở hữu của nhà nước Xô viết vào năm 1990. Nói về cải cách, nhưng không đưa cải cách vào thực tiễn, dẫn đến sự mơ hồ rồi từ đó trở thành sự chống đối với chính nhà nước Xô viết. Chính sách glasnost chấm dứt kiểm duyệt của nhà nước, khiến cộng đồng người Ukraina hải ngoại kết nối lại với đồng bào của họ tại Ukraina, hồi sinh các hoạt động tôn giáo bằng việc hủy bỏ sự độc quyền của Giáo hội Chính thống giáo Nga và dẫn đến việc thành lập một số tờ rơi, báo chí đối lập. 
Sau cuộc đảo chính tháng Tám thất bại tại Moskva vào ngày 19–21 tháng 8 năm 1991, Xô viết Tối cao Ukraina tuyên bố độc lập vào ngày 24 tháng 8 năm 1991, đổi tên Cộng hòa Xã hội chủ nghĩa Xô viết Ukraina thành Ukraina. Kết quả của cuộc trưng cầu dân ý về độc lập năm 1991 được tổ chức vào ngày 1 tháng 12 năm 1991 đã gây bất ngờ. Đa số áp đảo là 92,3% đã bỏ phiếu cho độc lập, trong đó tại Krym là 54%. Trong cuộc bầu cử tổng thống Ukraina năm 1991, 62% số phiếu thuộc về Leonid Kravchuk, là người đã được trao quyền tổng thống kể từ khi Xô Viết Tối cao tuyên bố độc lập.
Sự ly khai của nước cộng hòa hùng mạnh thứ hai trong Liên bang Xô viết đã chấm dứt bất kỳ cơ hội thực tế nào về việc Liên bang Xô viết ở lại cùng nhau ngay cả trong quy mô hạn chế. Ngày 8 tháng 12, Kravchuk và những người đồng cấp Nga và Belarus đã ký Hiệp định Belovezha, tuyên bố rằng Liên Xô đã không còn tồn tại. Liên Xô chính thức giải thể vào ngày 26 tháng 12.

## Chính quyền
Hệ thống chính quyền của Cộng hòa Xã hội chủ nghĩa Xô viết Ukraina dựa trên hệ thống cộng sản độc đảng do Đảng Cộng sản Ukraina lãnh đạo, một nhánh của Đảng Cộng sản Liên Xô. Nước cộng hòa này là một trong 15 nước cộng hòa cấu thành nên Liên Xô kể từ khi gia nhập liên bang vào năm 1922 cho đến khi giải thể vào năm 1991. Tất cả quyền lực chính trị và thẩm quyền tại Liên Xô đều nằm trong tay các cơ quan của Đảng Cộng sản, với rất ít quyền lực thực sự được tập trung ở các cơ quan và tổ chức chính quyền chính thức. Trong một hệ thống như vậy, chính quyền cấp dưới báo cáo trực tiếp lên chính quyền cấp cao hơn, và phần lớn quyền lực nằm trong tay cấp bậc cao nhất của Đảng Cộng sản.

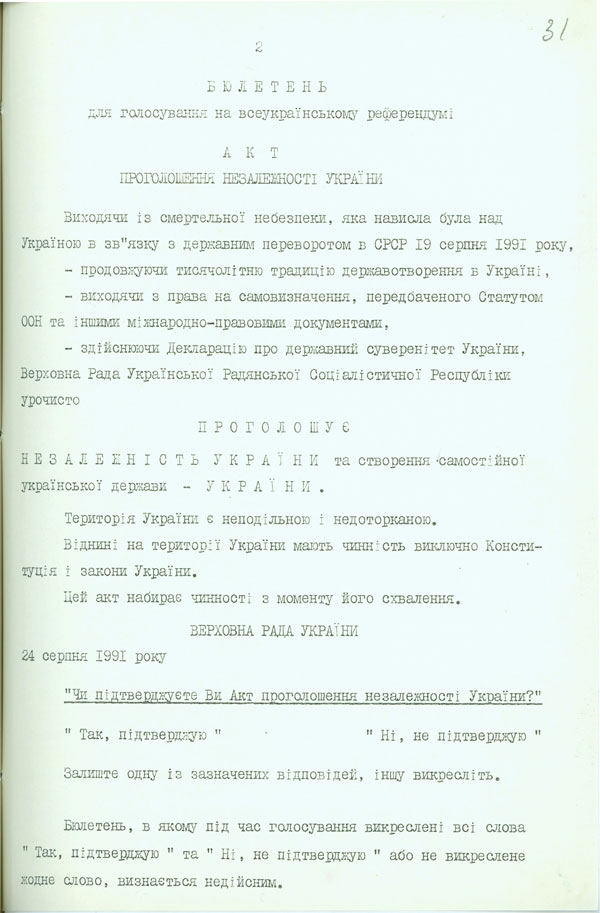
Tuyên ngôn độc lập được in trên lá phiếu trong cuộc trưng cầu dân ý ngày 1 tháng 12 năm 1991

Ban đầu, quyền lập pháp được trao cho Đại hội Xô viết Ukraina, có Ủy ban chấp hành Trung ương. Ngay sau khi công bố hiến pháp thời Stalin, Đại hội Xô viết được chuyển thành Xô viết Tối cao (và Ủy ban Chấp hành Trung ương trở thành Đoàn Chủ tịch), bao gồm 450 đại biểu. Xô Viết Tối cao có thẩm quyền ban hành luật, sửa đổi hiến pháp, thông qua ranh giới hành chính và lãnh thổ mới, thông qua ngân sách và thiết lập các kế hoạch phát triển kinh tế và chính trị. Ngoài ra, cơ quan này còn có thẩm quyền bầu ra nhánh hành pháp của nước cộng hòa là Hội đồng Bộ trưởng, cũng như quyền bổ nhiệm các thẩm phán cho Tòa án Tối cao. Các phiên họp lập pháp ngắn ngủi và chỉ được tiến hành trong vài tuần trong năm. Mặc dù vậy, Xô viết Tối cao bầu ra đoàn chủ tịch, chủ tịch, 3 phó chủ tịch, một thư ký và một số thành viên chính phủ khác để thực hiện các chức năng và nhiệm vụ chính thức giữa các phiên họp lập pháp. Chủ tịch Đoàn chủ tịch là một vị trí đầy quyền lực trong cấp bậc quyền lực cấp cao của nước cộng hòa, và trên danh nghĩa có thể được coi là tương đương với nguyên thủ quốc gia, nhưng hầu hết các quyền hành pháp được tập trung trong Bộ chính trị của Đảng Cộng sản và Bí thư thứ nhất của cơ quan này.
Quyền bầu cử phổ thông đầy đủ được trao cho tất cả các công dân đủ điều kiện từ 18 tuổi trở lên, ngoại trừ tù nhân và những người bị tước đoạt quyền tự do. Tuy vậy, bầu cử không thể được coi là tự do và có tính chất tượng trưng, các cuộc bầu cử vào Xô Viết Tối cao diễn ra 5 năm một lần. Các ứng cử viên từ các khu vực bầu cử trên khắp nước cộng hòa, mỗi khu vực thường bao gồm trung bình 110.000 cư dân, ứng cử viên được lựa chọn trực tiếp bởi các cơ quan có thẩm quyền của đảng, tạo ra rất ít cơ hội để thay đổi chính trị, vì tất cả các cơ quan chính trị đều trực tiếp phụ thuộc vào cấp cao hơn.
Cải cách perestroika của Mikhail Gorbachev khởi đầu vào giữa cuối thập niên 1980, luật cải cách bầu cử đã được thông qua vào năm 1989, tự do hóa các thủ tục đề cử và cho phép nhiều ứng cử viên ứng cử trong một khu vực bầu cử. Theo đó, các cuộc bầu cử tương đối tự do đầu tiên  tại Cộng hòa Xã hội chủ nghĩa Xô viết Ukraina diễn ra vào tháng 3 năm 1990. 111 đại biểu từ Khối Dân chủ, một hiệp hội lỏng lẻo gồm các đảng nhỏ thân Ukraina và ủng hộ chủ quyền và Phong trào Nhân dân Ukraina (thường được gọi là Rukh trong tiếng Ukraina) cốt yếu đã được bầu vào quốc hội. Mặc dù Đảng Cộng sản chiếm đa số với 331 đại biểu, nhưng sự ủng hộ lớn dành cho Khối Dân chủ đã chứng tỏ sự ngờ vực của người dân đối với chính quyền Cộng sản, điều này cuối cùng dẫn đến nền độc lập của Ukraina vào năm 1991.

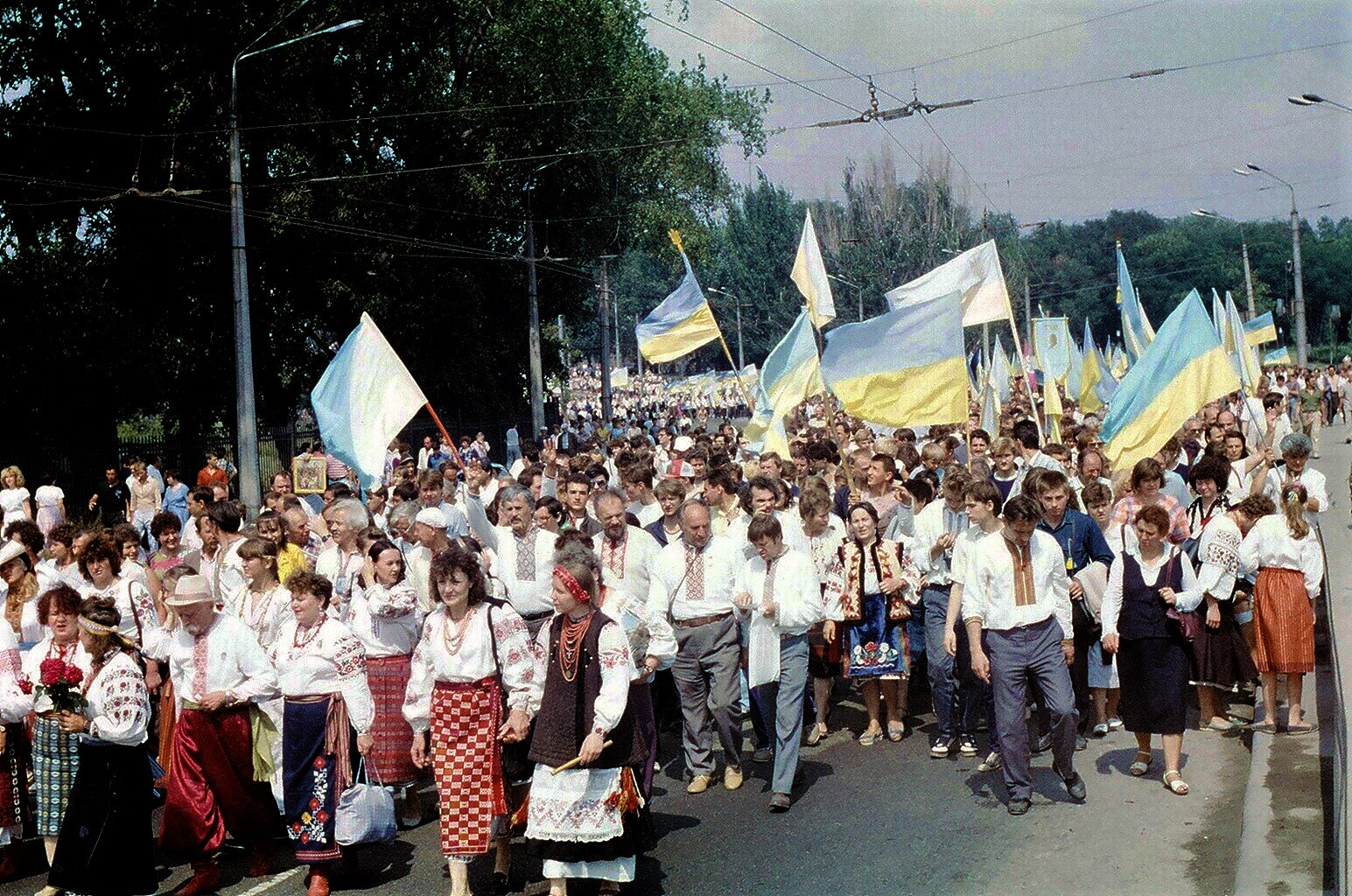
Những người biểu tình chống Xô viết với cờ Ukraina tại Zaporizhzhia năm 1990

Ukraina là nước kế thừa hợp pháp của CHXHCNXV Ukraina, và tuyên bố thực hiện "các quyền và nghĩa vụ theo các thỏa thuận quốc tế của Liên Xô không mâu thuẫn với Hiến pháp Ukraina và lợi ích của nước  Cộng hòa" vào ngày 5 tháng 10 năm 1991. Sau khi Ukraina độc lập, Quốc hội của CHXHCNXV Ukraina đã được đổi từ Xô viết tối cao thành tên hiện tại là Verkhovna Rada, Verkhovna Rada vẫn là quốc hội của Ukraina. Ukraina cũng đã từ chối công nhận yêu sách độc quyền của Nga về việc kế thừa Liên Xô, và cũng tuyên bố tình trạng như vậy đối với Ukraina, điều này được nêu trong Điều 7 và 8 của Về kế thừa hợp pháp của Ukraina, ban hành năm 1991. Sau khi độc lập, Ukraina tiếp tục theo đuổi các yêu sách chống lại Liên bang Nga tại các tòa án nước ngoài, tìm cách thu hồi phần của mình trong tài sản nước ngoài thuộc sở hữu của Liên Xô. Họ cũng giữ được ghế của mình trong Liên Hợp Quốc, vốn giành được từ năm 1945.

### Ngoại giao
Trên mặt trận quốc tế, CHXHCNXV Ukraina, cùng với phần còn lại của 15 nước cộng hòa, hầu như không có tiếng nói trong các vấn đề đối ngoại của họ. Tuy nhiên, điều quan trọng cần lưu ý là vào năm 1944, CHXHCNXV Ukraina được phép thiết lập quan hệ song phương với các quốc gia và duy trì quân đội thường trực của riêng mình. Điều khoản này được sử dụng để cho phép nước cộng hòa trở thành thành viên của Liên Hợp Quốc, cùng với Cộng hòa Xã hội chủ nghĩa Xô viết Byelorussia. Theo đó, các đại diện từ "Cộng hòa Xã hội chủ nghĩa Xô viết Ukraina" và 50 quốc gia khác đã thành lập Liên Hợp Quốc vào ngày 24 tháng 10 năm 1945. Trên thực tế, điều này mang lại cho Liên Xô (một thành viên thường trực của Hội đồng Bảo an có quyền phủ quyết) thêm hai phiếu bầu tại Đại hội đồng. Tuy nhiên, khía cạnh đó của các điều khoản năm 1944 không bao giờ được thực hiện và các vấn đề quốc phòng của nước cộng hòa được quản lý bởi Lực lượng Vũ trang Liên Xô và Bộ Quốc phòng. Một quyền khác đã được cấp nhưng chưa bao giờ được sử dụng cho đến năm 1991 là quyền của các nước cộng hòa Xô viết được tách khỏi liên bang, được quy định trong mỗi hiến pháp của Liên Xô. Theo đó, Điều 69 trong Hiến pháp của CHXHCNXV Ukraina nêu rõ: "CHXHCNXV Ukraina vẫn duy trì quyền chủ tâm ly khai khỏi Liên Xô."  Tuy nhiên, sự ly khai về mặt lý thuyết của một nước cộng hòa khỏi liên bang hầu như là không thể và không thực tế, theo nhiều cách cho đến sau những cải cách perestroika của Gorbachev.
CHXHCNXV Ukraina là một thành viên của Hội đồng Kinh tế và Xã hội Liên Hợp Quốc, Quỹ Nhi đồng Liên Hợp Quốc, Tổ chức Lao động Quốc tế, Liên minh Bưu chính Quốc tế, Tổ chức Y tế Thế giới, Tổ chức Giáo dục, Khoa học và Văn hóa Liên Hợp Quốc, Liên minh Viễn thông Quốc tế, Ủy ban Kinh tế châu Âu Liên Hiệp Quốc, Tổ chức Sở hữu Trí tuệ Thế giới và Cơ quan Năng lượng Nguyên tử Quốc tế. Nước cộng hòa không phải là một thành viên riêng biệt của Khối Warszawa, Hội đồng Tương trợ Kinh tế, Liên hiệp Công đoàn Thế giới và Liên đoàn Thanh niên Dân chủ Thế giới, và từ năm 1949 là Ủy ban Olympic Quốc tế.

## Hành chính

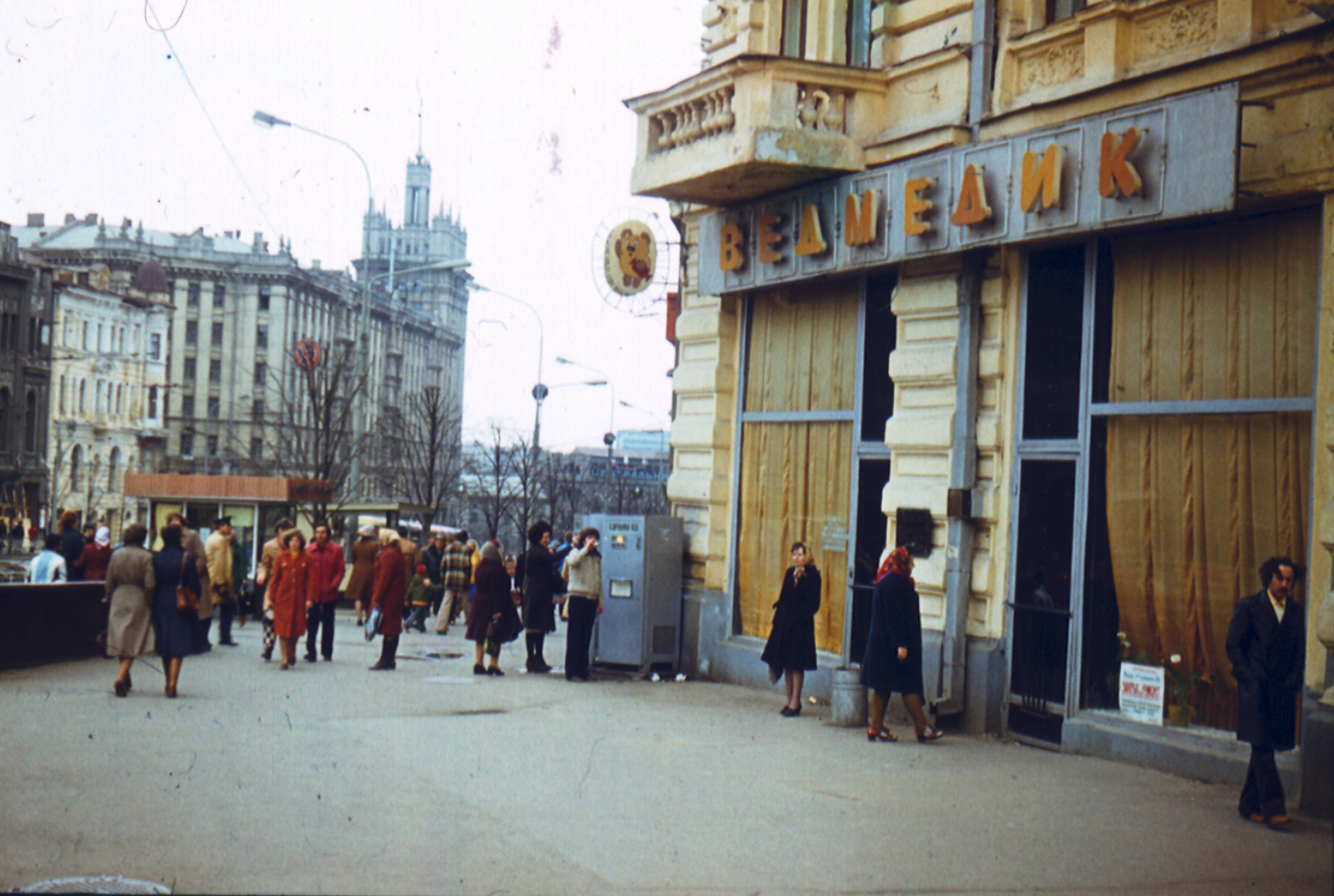
Trung tâm Kharkov năm 1981

Về mặt pháp lý, Liên Xô và 15 nước cộng hòa liên bang tạo thành một hệ thống liên bang. Tuy nhiên, về mặt chức năng Liên Xô là một quốc gia tập trung cao độ, và tất cả các quyết định quan trọng đều diễn ra tại Điện Kremlin. Các nước cộng hòa cấu thành về cơ bản là các quốc gia đơn nhất, với các cấp quyền lực thấp hơn trực tiếp phụ thuộc vào các cấp cao hơn. Trong suốt 72 năm tồn tại, các bộ phận hành chính của Cộng hòa Xã hội chủ nghĩa Xô viết Ukraina đã thay đổi nhiều lần, thường bao gồm việc tái tổ chức và sáp nhập khu vực của chính quyền Xô viết trong Thế chiến II.
Đơn vị hành chính phổ biến nhất là oblast (tỉnh), với 25 đơn vị hành chính như vậy khi nước cộng hòa này độc lập khỏi Liên Xô vào năm 1991. Các tỉnh được chia nhỏ thành các raion (huyện) với số lượng 490. Các đơn vị hành chính còn lại trong các tỉnh bao gồm các thành phố, khu định cư kiểu đô thị và làng. Các thành phố tại Cộng hòa Xã hội chủ nghĩa Xô viết Ukraina là một ngoại lệ riêng biệt, vì có thể trực thuộc chính quyền cấp tỉnh hoặc chính quyền cấp huyện nơi chúng là trung tâm hành chính. Hai thành phố là thủ đô Kiev và Sevastopol tại bán đảo Krym được đối xử riêng biệt, được chỉ định là "thành phố có vị thế đặc biệt." Điều này có nghĩa là chúng trực tiếp phụ thuộc vào chính quyền trung ương CHXHCNXV Ukraina chứ không phải chính quyền cấp tỉnh xung quanh chúng. 

### Các tỉnh
| - Zakarpattia (nằm trong Ukraina XV vào 29 tháng 6 năm 1945; trở thành oblast từ 22 tháng 1 năm 1946) - Lvov (thành lập ngày 4 tháng 12 năm 1939) - Ivano-Frankivsk (cho đến 1962: Stanislav) - Chernivtsi (thành lập ngày 7 tháng 8 năm 1940) - Ternopil - Volyn - Rivne - Khmelnytskyi (tỉnh) (cho đến 1954: Proskurov) - Zhytomyr - Kiev - Vinnytsia - Cherkasy (thành lập ngày 7 tháng 1 năm 1954) - Kirovohrad (thành lập ngày 12 tháng 1 năm 1939) - Chernihiv - Sumy | - Poltava - Odessa - Mykolaiv - Kherson - Zaporizhia - Dnipropetrovsk - Kharkov - Donetsk (thành lập ngày 2 tháng 7 năm 1939 từ 5 okrug; vào tháng 7 năm 1938 - oblast này được chia thành Stalino và Voroshilovgrad) - Luhansk (thành lập vào ngày 3 tháng 6 năm 1938 theo yêu cầu của Đoàn chủ tịch Xô viết Tối cao;từ 1935-1958 và từ 1975-1990: Voroshilovgrad) - Krym (nằm trong Ukraina Xô viết vào ngày 19 tháng 2 năm 1954, một nước cộng hòa tự trị (KrASSR) từ ngày 12 tháng 2 năm 1991) - Izmail (cho đến năm 1941 Akerman, được sáp nhập vào Odessa vào 15 tháng 2 năm 1954) - Drohobych (gộp vào Lviv vào ngày 21 tháng 5 năm 1958) |

### Lịch sử hình thành

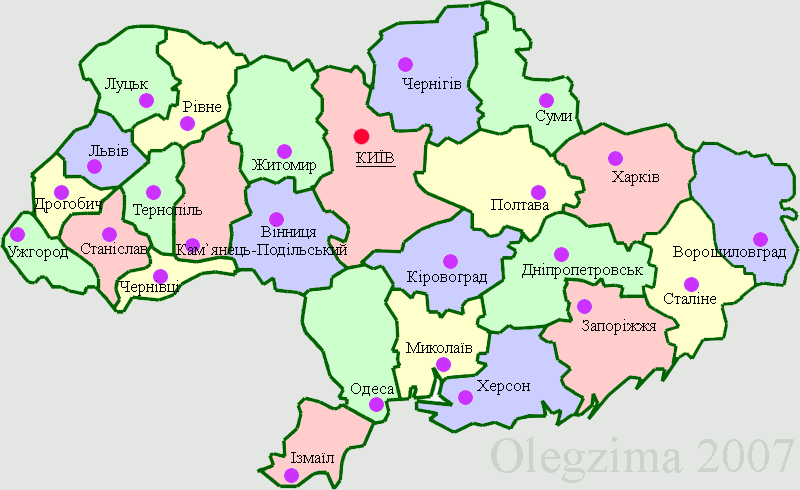
25 oblast của Ukraina từ năm 1946 đến 1954.

Tuy nhiên, lịch sử phân chia hành chính của nước cộng hòa không quá rõ ràng. Vào cuối Chiến tranh thế giới thứ nhất năm 1918, Ukraina bị nước Nga Xô viết xâm chiếm và lập chính phủ bù nhìn Ukraina Xô viết. Lực lượng Xô viết chiếm thành phố Kharkov, và đã chọn nó làm trụ sở chính phủ của nước cộng hòa, được đặt tên thông tục trên các phương tiện truyền thông là "Kharkov – Pervaya Stolitsa (thủ đô đầu tiên)" với hàm ý về thời kỳ của chế độ Xô viết. Kharkov cũng là thành phố nơi chính phủ Ukraina Xô viết đầu tiên được thành lập vào năm 1917 với sự hỗ trợ mạnh mẽ từ chính quyền Nga Xô viết. Tuy nhiên, vào năm 1934, thủ đô được dời từ Kharkov đến Kiev, nơi này vẫn là thủ đô của Ukraina ngày nay.
Trong thập niên 1930, có một số lượng đáng kể các dân tộc thiểu số sống trong Cộng hòa Xã hội chủ nghĩa Xô viết Ukraina. Các khu dân tộc được thành lập với vị thế là các đơn vị hành chính-lãnh thổ riêng biệt trong chính quyền cấp tỉnh. Các khu được thành lập cho ba nhóm thiểu số lớn nhất của nước cộng hòa, đó là người Do Thái, người Nga và người Ba Lan. Tuy nhiên, các dân tộc khác được phép kiến nghị với chính phủ về quyền tự trị dân tộc của họ. Năm 1924, trên lãnh thổ của Ukraina Xô viết được thành lập Cộng hòa Xã hội chủ nghĩa Xô viết tự trị Moldavia. Sau khi Liên Xô chinh phục Bessarabia và Bukovina năm 1940, CHXHCNXV tự trị Moldavia được chuyển giao cho Cộng hòa Xã hội chủ nghĩa Xô viết Moldavia mới thành lập, trong khi Budzhak và Bukovina thuộc về CHXHCNXV Ukraina. Sau khi thành lập CHXHCNXV Ukraina, một số lượng đáng kể người dân tộc Ukraina đã sống bên ngoài biên giới nước cộng hòa.
Vào thập niên 1920, Ukraina Xô viết buộc phải nhượng một số lãnh thổ cho Nga tại Severia, Sloboda Ukraina và vùng duyên hải Azov bao gồm các thành phố như Belgorod, Taganrog và Starodub. Trong thập niên 1920, chính quyền của Ukraina Xô viết đã kiên quyết vô ích trong việc tái xét biên giới giữa Ukraina Xô viết và Nga Xô viết dựa trên Điều tra dân số toàn liên bang đầu tiên của Liên Xô năm 1926, điều đó cho thấy 4,5 triệu người Ukraina sống trên các lãnh thổ của Nga giáp Ukraina. Việc buộc phải chấm dứt quá trình Ukraina hóa ở miền nam Nga Xô viết đã dẫn đến sự sụt giảm lớn số lượng người Ukraina được báo cáo tại các khu vực này trong Điều tra dân số Liên Xô năm 1937.
Sau khi ký kết Hiệp ước Molotov–Ribbentrop, Đức Quốc xã và Liên Xô đã phân chia Ba Lan, theo đó Ukraina nhận được lãnh thổ Đông Galicia. Chiến dịch Ba Lan tháng 9 của Liên Xô trong tuyên truyền của Liên Xô được miêu tả là Tháng 9 Vàng đối với người Ukraina, do sự thống nhất của các vùng đất Ukraina trên cả hai bờ sông Zbruch, trước đó đây là biên giới giữa Liên Xô và các cộng đồng của Ba Lan có các gia đình nói tiếng Ukraina sinh sống.

## Kinh tế

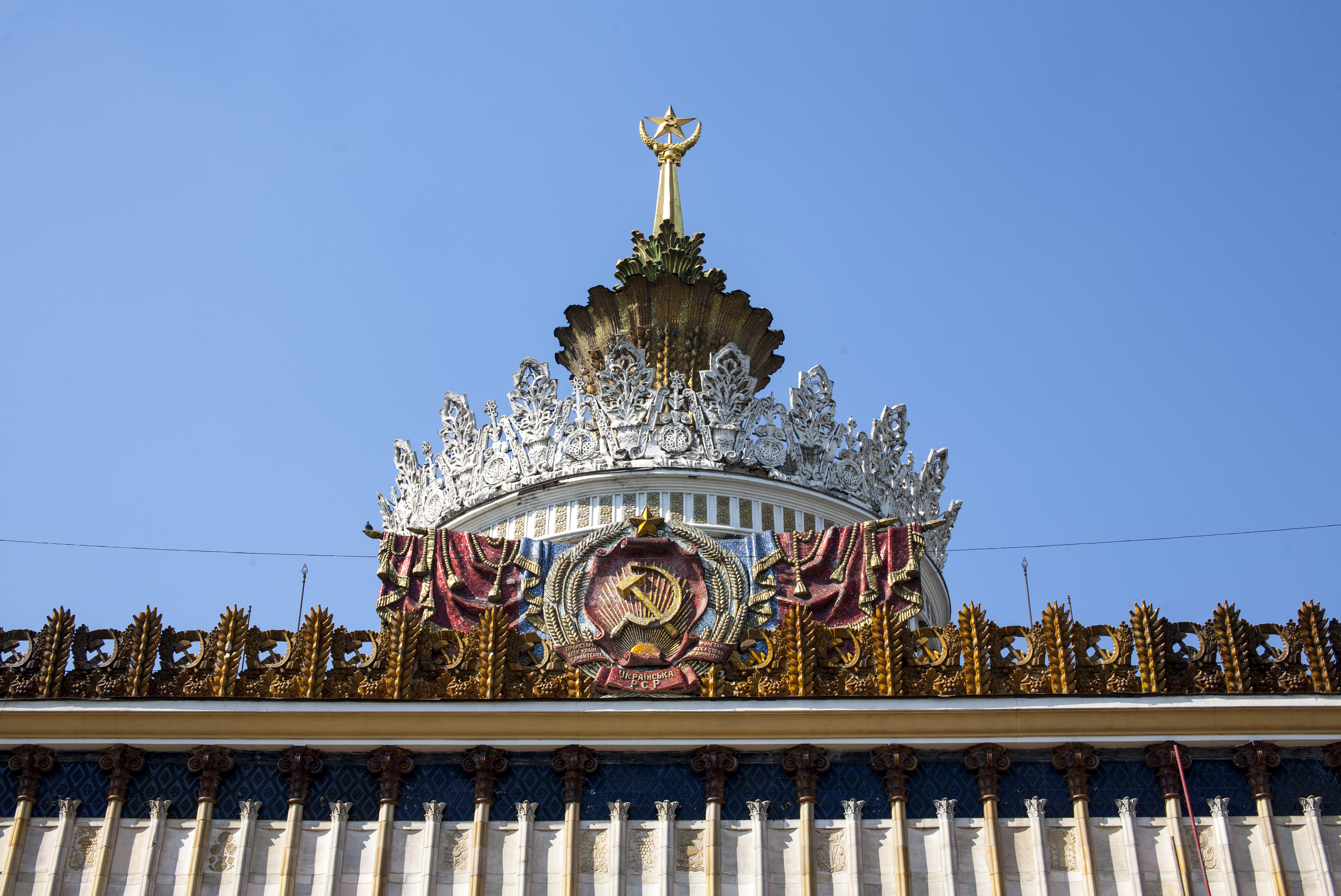
Gian hàng Ukraina tại Trung tâm triển lãm Toàn Liên Xô tại Moskva

### Sau năm 1945

#### Nông nghiệp
Năm 1945, sản xuất nông nghiệp chỉ bằng 40% so với mức năm 1940, mặc dù việc mở rộng lãnh thổ của nước cộng hòa đã "tăng diện tích đất canh tác". Trái ngược với mức tăng trưởng đáng chú ý trong lĩnh vực công nghiệp, thì nông nghiệp Ukraina giống như toàn Liên Xô tiếp tục hoạt động như gót chân Achilles của nền kinh tế. Bất chấp thiệt hại nhân mạng trong tập thể hóa nông nghiệp tại Liên Xô, đặc biệt là tại Ukraina, các nhà hoạch định Liên Xô vẫn tin tưởng vào hiệu quả của nông nghiệp tập thể. Hệ thống cũ được thiết lập lại; số trang trại tập thể tại Ukraina tăng từ 28 nghìn năm 1940 lên 33 nghìn năm 1949, bao gồm 45 triệu ha; số lượng các trang trại nhà nước hầu như không tăng, đứng ở mức 935 vào năm 1950, bao gồm 12,1 triệu ha. Đến cuối Kế hoạch 5 năm lần thứ tư (năm 1950) và Kế hoạch 5 năm lần thứ năm (năm 1955), sản lượng nông nghiệp vẫn thấp hơn nhiều so với mức năm 1940. Những thay đổi chậm chạp trong nông nghiệp có thể được giải thích là do năng suất thấp trong các trang trại tập thể và do điều kiện thời tiết xấu mà hệ thống kế hoạch hóa của Liên Xô không thể phản ứng một cách hiệu quả. Lương thực cho con người trong những năm sau chiến tranh giảm, dẫn đến tình trạng thiếu lương thực thường xuyên và trầm trọng.
Mức gia tăng sản xuất nông nghiệp của Liên Xô là rất lớn, tuy nhiên người dân Liên Xô-Ukraina vẫn gặp phải tình trạng thiếu lương thực do sự kém hiệu quả của nền kinh tế tập trung cao độ. Trong thời kỳ đỉnh cao của sản lượng nông nghiệp Liên Xô-Ukraina vào những năm 1950 và từ đầu đến giữa những năm 1960, mức tiêu thụ của con người ở Ukraina và phần còn lại của Liên Xô thực tế đã trải qua những khoảng thời gian giảm ngắn. Có nhiều lý do cho sự kém hiệu quả này, nhưng nguồn gốc của nó có thể bắt nguồn từ hệ thống thị trường một bên mua và một bên sản xuất do Joseph Stalin thiết lập. Khrushchev đã cố gắng cải thiện tình hình nông nghiệp tại Liên Xô bằng cách mở rộng tổng quy mô cây trồng - ví dụ chỉ riêng tại Ukraina Xô viết "diện tích đất trồng ngô đã tăng 600 phần trăm". Ở đỉnh cao của chính sách này, giữa năm 1959 và 1963, một phần ba diện tích đất canh tác của Uckaina đã trồng loại cây này. Chính sách này làm giảm tổng sản lượng lúa mì và lúa mạch đen; Khrushchev đã lường trước được điều này, và việc sản xuất lúa mì và lúa mạch đen đã chuyển đến Trung Á thuộc Liên Xô. Chính sách nông nghiệp của Khrushchev thất bại, năm 1963 Liên Xô phải nhập khẩu lương thực từ nước ngoài. Tổng mức năng suất nông nghiệp tại Ukraina giảm mạnh trong giai đoạn này, nhưng đã phục hồi trong những năm 1970 và 1980 dưới thời Leonid Brezhnev.

#### Công nghiệp
Trong những năm sau chiến tranh, năng suất công nghiệp của Ukraina tăng gấp đôi so với trước chiến tranh. Năm 1945, tổng sản lượng công nghiệp chỉ bằng 26% so với mức năm 1940. Liên Xô đưa ra Kế hoạch 5 năm lần thứ tư vào năm 1946. Kế hoạch 5 năm lần thứ tư được chứng tỏ là một thành công đáng kể, và có thể được ví như "kỳ tích tái thiết Tây Đức và Nhật Bản", nhưng không có vốn nước ngoài; công cuộc tái thiết Liên Xô về mặt lịch sử là một thành tựu ấn tượng. Năm 1950, tổng sản lượng công nghiệp đã vượt qua mức của năm 1940. Trong khi chế độ Liên Xô vẫn coi trọng công nghiệp nặng hơn công nghiệp nhẹ, ngành công nghiệp nhẹ cũng tăng trưởng. Việc tăng đầu tư vốn và mở rộng lực lượng lao động cũng có lợi cho sự phục hồi kinh tế của Ukraina. Trong những năm trước chiến tranh, 15,9% ngân sách của Liên Xô dành cho Ukraina, đến năm 1950 trong Kế hoạch 5 năm lần thứ tư thì con số này đã tăng lên 19,3%. Lực lượng lao động công nghiệp tăng từ 1,2 triệu năm 1945 lên 2,9 triệu năm 1955; tăng 33,2% so với mức năm 1940. Kết quả của sự tăng trưởng đáng chú ý này là đến năm 1955, Ukraina đã sản xuất nhiều hơn 2,2 lần so với năm 1940 và nước cộng hòa này đã trở thành một trong những nhà sản xuất hàng đầu một số mặt hàng tại châu Âu. Ukraina là nhà sản xuất lớn nhất theo bình quân đầu người tại châu Âu về gang và đường, đồng thời là nhà sản xuất thép và quặng sắt bình quân đầu người lớn thứ hai, và là nước sản xuất than bình quân đầu người lớn thứ ba tại châu Âu.
Từ năm 1965 cho đến khi Liên Xô tan rã vào năm 1991, tốc độ tăng trưởng công nghiệp tại Ukraina giảm dần và đến thập niên 1970 thì bắt đầu đình trệ. Sự suy giảm kinh tế đáng kể này đã không trở nên rõ ràng trước thập niên 1970. Trong Kế hoạch 5 năm lần thứ 5 (1951–1955), phát triển công nghiệp tại Ukraina tăng 13,5%, trong khi trong Kế hoạch 5 năm lần thứ 11 (1981–1985) ngành công nghiệp tăng trưởng tương đối khiêm tốn 3,5%. Mức tăng trưởng hai con số được thấy trong tất cả các ngành của nền kinh tế trong những năm sau chiến tranh đã biến mất vào thập niên 1980, thay thế hoàn toàn bằng những con số tăng trưởng thấp. Một vấn đề diễn ra trong suốt quá trình tồn tại của nước cộng hòa là việc các nhà hoạch định chú trọng vào công nghiệp nặng hơn hàng tiêu dùng.
Quá trình đô thị hóa của xã hội Ukraina trong những năm sau chiến tranh đã dẫn đến sự gia tăng mức tiêu thụ năng lượng. Từ năm 1956 đến năm 1972, để đáp ứng nhu cầu ngày càng tăng này, chính phủ đã xây dựng năm hồ chứa nước dọc theo sông Dnepr. Bên cạnh việc cải thiện giao thông đường thủy Liên Xô-Ukraina, các hồ chứa đã trở thành địa điểm của các nhà máy điện mới, và kết quả là năng lượng thủy điện phát triển mạnh mẽ tại Ukraina. Ngành công nghiệp khí đốt thiên nhiên cũng phát triển mạnh mẽ, và Ukraina trở thành nơi sản xuất khí đốt đầu tiên sau chiến tranh tại Liên Xô; vào thập niên 1960, mỏ khí đốt lớn nhất của Ukraina đã sản xuất 30% tổng sản lượng khí đốt của Liên Xô. Chính phủ không thể đáp ứng nhu cầu tiêu thụ năng lượng ngày càng tăng của người dân, nhưng đến thập niên 1970, chính phủ Liên Xô đã hình thành một chương trình năng lượng hạt nhân chuyên sâu. Theo Kế hoạch 5 năm lần thứ 11, chính phủ Liên Xô sẽ xây dựng 8 nhà máy điện hạt nhân ở Ukraina đến năm 1989. Kết quả của những nỗ lực này là Ukraina được đa dạng hóa về tiêu thụ năng lượng.

## Tôn giáo
Nhiều nhà thờ Cơ Đốc và giáo đường Do Thái đã bị phá hủy trong thời kỳ tồn tại của Ukraina Xô viết.

## Đô thị hóa

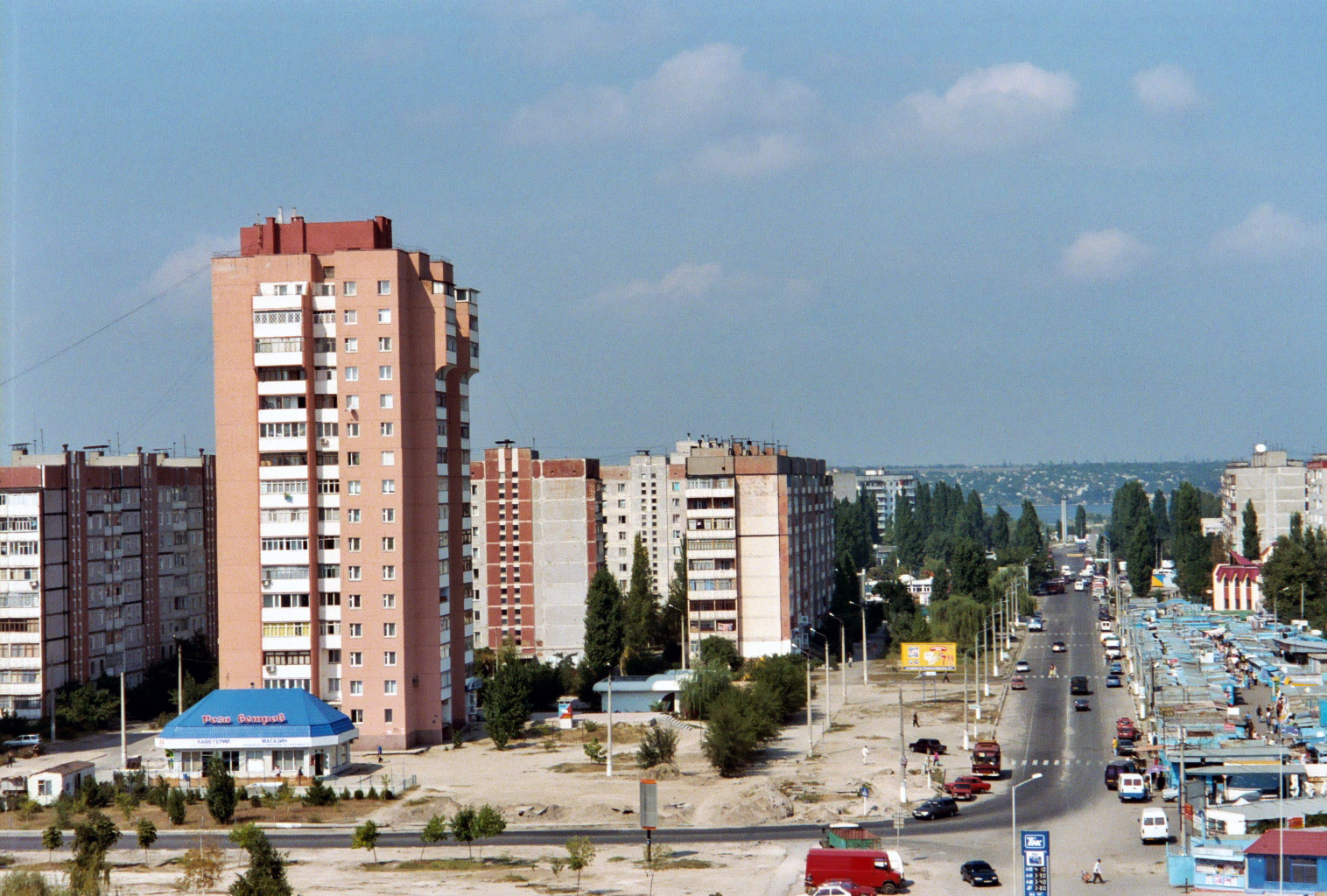
Các tiểu khu, như tại Mykolaiv, trở thành điểm thường thấy khắp các thành phố của Ukraina Xô viết.

Đô thị hóa tại Ukraina thời hậu Stalin phát triển nhanh chóng; năm 1959 chỉ có 25 thành phố tại Ukraina có dân số trên một trăm nghìn người, đến năm 1979, con số này đã tăng lên 49. Trong cùng thời kỳ, tốc độ tăng trưởng của các thành phố có dân số trên một triệu người tăng từ một lên năm; Chỉ riêng Kiev đã tăng gần gấp đôi dân số, từ 1,1 triệu năm 1959 lên 2,1 triệu năm 1979. Điều này chứng tỏ một bước ngoặt trong xã hội Ukraina: lần đầu tiên trong lịch sử Ukraina, phần lớn người dân tộc Ukraina sống trong các khu vực thành thị; 53% dân tộc Ukraina như vậy vào năm 1979. Phần lớn người lao động làm việc trong lĩnh vực phi nông nghiệp, vào năm 1970 có 31% người Ukraina làm nông nghiệp, ngược lại 63% người Ukraina là công nhân công nghiệp và nhân viên văn phòng. Năm 1959, 37% người Ukraina sống tại thành thị, đến năm 1989 tỷ lệ này tăng lên 60 %.